# خانه شهید منتظر قائم
خانه شهید منتظر قائم مربوط به سده‌های متاخر دوران‌های تاریخی پس از اسلام است و در یزد، خیابان شهید منتظر قائم، کوی اکبر آباد، نرسیده به چهارراه، کوچه سمت چپ، بن‌بست هفتم واقع شده و این اثر در تاریخ ۷ اسفند ۱۳۸۶ با شمارهٔ ثبت ۲۱۲۴۲ به‌عنوان یکی از آثار ملی ایران به ثبت رسیده است.
این خانه، محل بزرگ‌شدن محمد منتظرالقائم است.